# 이엄
이엄(李嚴, ? ~ 234년)은 중국 삼국시대 촉한의 장수이다. 자는 정방(正方)이고 형주 남양군 사람이다. 이후 이름을 이평(李平)으로 고쳤다.

## 초기 행적
원래 형주자사 유표(劉表)를 섬겨 여러 현의 장을 역임했다. 조조(曹操)의 형주침공 당시 자귀현을 통치하다가 서천(西川, 지금의 중국 사천성(四川省)일대)으로 도망쳐 유장(劉璋)을 섬겨 성도령을 지냈다.

## 유비 시절
건안 18년(213년), 유비(劉備)가 유장을 공격하자, 유장의 명령으로 호군이 되어 부에서 패배하고 면죽으로 물러난 유괴, 장임, 냉포 등을 지휘하여 유비를 저지하러 출진했으나, 비관 등 무리를 이끌고 도리어 유비에게 투항했다. 유비에게서 비장군으로 임명되었고, 유장이 항복한 후에는 건위태수 · 흥업장군이 되었다. 건안 23년(218년), 유비가 한중에 쳐들어간 때에 마승과 고진 등이 모반을 일으켜 처를 공격하자, 징병을 못 했음에도 불구하고 군의 적은 병력만으로 마승과 고진 등을 참수하고 반란을 평정했다. 또 월수의 만족 왕 고정의 침략도 격퇴했다. 이 공적으로 보한장군이 더해졌다.
제갈량, 법정, 유파, 이적과 함께 촉과(蜀科)를 제정했다.
건안 24년(219년), 유비를 한중왕으로 추대하는 표문에 “흥업장군 신 이엄”으로 연명했다.

## 후주의 탁고 대신
장무 2년(221년), 유비의 부름을 받고 백제성(白帝城, 뒤에 영안성(永安城)으로 개명된다)으로 들어와 상서령이 되었고, 이듬해에는 제갈량과 함께 유선의 탁고를 받아 중호군이 되어 안팎의 군대를 지휘하여 영안에 머물렸다. 건흥 원년(223년)에는 도향후에 봉해졌고, 광록훈이 더해졌으며, 건흥 4년(226년)에는 전장군으로 전임되었다. 이해 봄, 제갈량은 한중으로 나아가면서 이엄에게 후방을 맡겨 강주로 옮기고, 호군 진도를 영안에 남겨 이엄의 지휘를 받게 했다. 이엄은 강주에 큰 성을 쌓았다.
건흥 8년(230년), 표기장군이 되었다. 위나라의 조진(曹眞)이 촉한을 침공하자 제갈량의 명령으로 2만 명을 한중으로 보냈는데, 이엄은 이때 개부의 욕심을 은근히 드러내었고 제갈량은 이엄의 아들 이풍을 강주도독독군으로 삼아 회유했다. 제갈량은 이듬해 다시 출병하고자 하여, 이엄을 중호군으로서 승상부의 일을 맡겼다. 이즈음 이엄은 이평(李平)으로 개명했다.

## 실각, 죽음
건흥 9년(231년), 제갈량이 다시 북벌에 나섰는데, 계속된 비로 인해 군량을 대지 못하자 사람을 보내 제갈량에게 회군하도록 권하는 한편, 제갈량이 막상 돌아오자 회군한 것을 짐짓 놀라 자신에게 책임이 돌아가지 않게 하고 제갈량이 돌아온 것을 허물로 만들려 했다. 그러나 제갈량이 이엄과 앞뒤로 보낸 편지를 모두 제출하여 진상을 드러내자, 이엄은 더 변명할 수 없었고 죄를 청했다. 제갈량은 이엄을 탄핵하는 표를 올렸고, 이엄은 관직이 폐해져 자동(梓潼)으로 유배갔다.
건흥 12년(234년), 제갈량이 원정 중에 병사했다는 말을 듣자 복직의 가망이 없어졌음을 통탄해 울다가 병사했다.

## 《삼국지연의》의 이엄
유비가 유장을 치자, 장수 비관(費觀)과 함께 면죽관을 지킨다. 얼마 뒤, 유비의 장수 황충(黃忠)과의 싸움에서 50여합을 호각으로 겨루지만, 뒤이어 유비의 군사(軍師) 제갈량(諸葛亮)의 계략에 빠져 포위되자 비관과 같이 유비군에 투항한다.
제갈량은 이엄을 “오 나라의 육손(陸遜)과 호각을 이루는 인물”로 평하였다.

## 같이 보기
- 삼국지 인물 목록